# Sciara mahensis
Sciara mahensis är en tvåvingeart som beskrevs av Jean-Jacques Kieffer 1912. Sciara mahensis ingår i släktet Sciara och familjen sorgmyggor.
Artens utbredningsområde är Seychellerna. Inga underarter finns listade i Catalogue of Life.